# Stora Lulevatten
Stora Lulevatten (lulesamiska: Stuor Julevu) är en reglerad insjö i norra Lappland (Norrbottens län), belägen 372 meter över havet, yta 135–155 km². Sjön däms upp av Porjus kraftverk. Stora Lulevatten delas mellan kommunerna Jokkmokk och Gällivare och genomflyts av Luleälven.

## Delavrinningsområde
Stora Lulevatten ingår i delavrinningsområde (745614-165534) som SMHI kallar för Utloppet av Stora Lulevatten. Medelhöjden är 424 meter över havet och ytan är 402,21 kvadratkilometer. Räknas de 456 avrinningsområdena uppströms in blir den ackumulerade arean 9 804,74 kvadratkilometer. Avrinningsområdets utflöde Luleälven (Stora Luleälven) mynnar i havet. Avrinningsområdet består mestadels av skog (49 procent). Avrinningsområdet har 163,61 kvadratkilometer vattenytor vilket ger det en sjöprocent på 40,7 procent.